# 卡彭崖
卡彭崖（英語：Kappen Cliffs），'是南極洲的山崖，位於維多利亞地的斯科特海岸，處於卡爾高原南端，長10公里，海拔高度600米，在1999年由基爾大學教授命名，現時由南極條約體系管理。